# Декстер (сезон 8)
Восьмой и финальный сезон сериала «Декстер», премьера которого состоялась 30 июня 2013 года. Сезон следует за Декстером Морганом, который вынужден иметь дело с его прошлым, когда он сталкивается с доктором Эвелин Фогель по прозвищу «Заклинательница психопатов», специалистом по психиатрии, которая возвращается в Майами. Она заявляет, что она сконструировала для него кодекс вместе с Гарри. Этот сезон также имеет дело с новым серийным убийцей в Майами, который удаляет куски мозга жертв, и Деброй, которая пытается разобраться с тем, что она сделала в прошлом сезоне.

## В ролях

### В главных ролях
- Майкл Си Холл — Декстер Морган
- Дженнифер Карпентер — Дебра Морган
- Десмонд Харрингтон — Джои Куинн
- Си Эс Ли — Винс Масука
- Дэвид Зейес — Анхель Батиста
- Айми Гарсиа — Джейми Батиста
- Джефф Пирсон — заместитель начальника Том Мэттьюс
- Джеймс Ремар — Гарри Морган

### Специально приглашённые звёзды
- Шарлотта Рэмплинг — доктор Эвелин Фогель
- Ивонн Страховски — Ханна Маккей

### Второстепенный состав
- Шон Патрик Флэнери — Джейкоб Элвей
- Дора Мэдисон Бёрдж — Ники Уолтерс
- Дана Л. Уилсон — детектив Энджи Миллер
- Дарри Ингольфссон — Оливер Саксон/Дэниел Фогель
- Бетани Джой Ленз — Кэсси Джолленстон
- Сэм Андервуд — Зак Хэмилтон
- Кенни Джонсон — маршал США Макс Клэйтон
- Скотт Майкл Морган — Лайл Суссман
- Джон Д'Аквино — Эд Хэмилтон
- Ник Гомес — Хавьер Гусман/Эль Сапо
- Аарон Маккаскер — А. Дж. Йейтс
- Валери Крус — Сильвия Прадо
- Николь Лалиберте — Арлин Шрам

### Приглашённые актёры
- Рис Койро — Эндрю Бриггс
- Барбара Тарбак — мисс Суссман
- Ребекка Стааб — Люси Джерард
- Эндрю Элвис Миллер — Рон Галуццо
- Роландо Молина — Армандо
- Дэвид Чисум — Кевин Уаймен
- Джулиан Сэндз — Майлз Кэстнер

## Производство
1 марта 2013 года, Дженнифер Карпентер сообщила в своём Твиттере, что Майкл С. Холл будет режиссёром второго эпизода восьмого сезона, что станет для него режиссёрским дебютом.
18 апреля 2013 года, Showtime официально объявило, что восьмой сезон будет последним в шоу.

## Эпизоды
| № общий | № в сезоне | Название                                                       | Режиссёр        | Автор сценария                  | Дата премьеры    | Зрители в США (млн) |
| --- | ---------- | -------------------------------------------------------------- | --------------- | ------------------------------- | ---------------- | ------------------- |
| 85 | 1          | «Прекрасный день» «A Beautiful Day»                            | Кит Гордон      | Скотт Бак                       | 30 июня 2013     | 2,48                |
| После событий прошлого сезона проходит полгода. Капитану ЛаГуэрте открывают памятный знак. Дебра переходит работать в другое место, надолго исчезая из поля зрения Декстера. Всё это время она занята «обработкой» преступника, ограбившего ювелирный магазин. Куинн встречается с сестрой Анхеля. В городе появляется доктор Эвелин Фогель, которая включается в расследование нового убийства в Майами. |            |                                                                |                 |                                 |                  |                     |
| 86 | 2          | «Нет худа без добра» «Every Silver Lining...»                  | Майкл Си Холл   | Мэнни Кото                      | 7 июля 2013      | 2,52                |
| Полиция Майами продолжает поиск убийцы-хирурга, в то время как Доктор Фогель предписывает Декстеру выполнять указания, исходя из своего прошлого опыта работы с другими пациентами. Дебра продолжает свою работу сыщика, и ей приходится взять инициативу в свои руки. |            |                                                                |                 |                                 |                  |                     |
| 87 | 3          | «Что гложет Декстера Моргана?» «What's Eating Dexter Morgan?»  | Эрнест Дикерсон | Лорен Гуссис                    | 14 июля 2013     | 2,43                |
| Декстер продолжает попытки найти убийцу-хирурга. Доктор Фогель пытается доказать Декстеру, что преступник идеальный психопат. Дебра находится в состоянии пост-травматического стресса и предпринимает отчаянную попытку признаться в убийстве ЛаГуэрты. |            |                                                                |                 |                                 |                  |                     |
| 88 | 4          | «Рубцовая ткань» «Scar Tissue»                                 | Стефан Швартц   | Тим Шлаттманн                   | 21 июля 2013     | 2,47                |
| Декстер садится на хвост ещё одному потенциальному серийному убийце из списка доктора Фогель. Куинн празднует сдачу экзамена на статус сержанта дракой за честь Дебры. Доктор Фогель начинает лечение Дебры от пост-травматического стресса. Масука узнаёт, что у него есть дочь. |            |                                                                |                 |                                 |                  |                     |
| 89 | 5          | «Этот поросёночек» «This Little Piggy»                         | Ромео Тироне    | Скотт Рейнольдс                 | 28 июля 2013     | 2,55                |
| Доктор Фогель похищена убийцей-хирургом, а Декстер и Дебра пытаются её спасти. |            |                                                                |                 |                                 |                  |                     |
| 90 | 6          | «Немного размышлений» «A Little Reflection»                    | Джон Дал        | Джейс Ричдейл                   | 4 августа 2013   | 2,21                |
| Декстер следит за молодым психопатом Заком, пытаясь понять, проходит ли он по его кодексу. Декстер и Дебра наконец вернулись к нормальной жизни, но тут появляется Ханна. |            |                                                                |                 |                                 |                  |                     |
| 91 | 7          | «Дресс-код» «Dress Code»                                       | Алик Сахаров    | Арика Лизэнн Миттман            | 11 августа 2013  | 1,90                |
| Декстер выслеживает Ханну, чтобы выяснить, почему она вернулась в Майами. Он берётся обучать Зака кодексу. |            |                                                                |                 |                                 |                  |                     |
| 92 | 8          | «Мы уже приехали?» «Are We There Yet?»                         | Холли Дейл      | Венди Уэст                      | 18 августа 2013  | 1,94                |
| Декстер выясняет, убил ли Зак его соседку, а также пытается помочь Ханне покинуть страну. |            |                                                                |                 |                                 |                  |                     |
| 93 | 9          | «Создай свою собственную музыку» «Make Your Own Kind of Music» | Джон Дал        | Карен Кэмпбелл                  | 25 августа 2013  | 2,28                |
| Во время расследование убийства Зака, Декстер находит улики и узнаёт, что Нейрохирург — это сумасшедший сын доктора Фогель, который инсценировал свою смерть в прошлом и изменил имя. Его зовут Оливер Саксон, и он последний бойфренд Кэсси, казалось бы, опустошённый её смертью. Маршал Макс Клейтон приезжает в Майами искать Ханну, но Декстер сбивает его со следа и переселяет Ханну в дом Дебры. Дебра подозревает Оливера Саксона в убийстве Кэсси, поэтому он уходит в подполье. Позже Дебра решает снова вернуться в полицию. Декстер выманивает Саксона из укрытия, но Саксон обманывает его, после чего Фогель сообщает Декстеру, что сама решит вопрос со своим сыном. Декстер планирует покинуть Майами навсегда, взять Ханну и Гаррисона с собой, но не раньше, чем найдёт и убьёт Саксона. |            |                                                                |                 |                                 |                  |                     |
| 94 | 10         | «Прощай, Майами» «Goodbye Miami»                               | Стив Шилл       | Джейс Ричдейл и Скотт Рейнольдс | 8 сентября 2013  | 2,34                |
| Саксон просит Фогель помочь ему, как она помогла Декстеру. Декстер планирует бросить свою работу и говорит Дебре, что переезжает в Аргентину с Ханной и Гаррисоном. Дебра возвращается в полицию Майами и возобновляет отношения с Куинном, который расстался с Джейми. Несмотря на своё желание помочь Саксону, Фогель соглашается, что он должен умереть, после того, как Декстер показывает ей видео убийства Зака. Ханна везёт получившего травму Гаррисона в больницу, но медсестра узнаёт её и докладывает Клейтону. Саксон посещает свою мать, но быстро понимает, что она пыталась завлечь его в ловушку, убивает её на глазах приехавшего Декстера и скрывается. |            |                                                                |                 |                                 |                  |                     |
| 95 | 11         | «Обезьянка в коробке» «Monkey in a Box»                        | Эрнест Дикерсон | Тим Шлаттманн и Венди Уэст      | 15 сентября 2013 | 2,40                |
| Декстер уничтожает все свидетельства, указывающие на его отношения с Фогель перед вызовом полиции. Элвей и Клейтон подозревают, что Дебра укрывает Ханну. Саксон предлагает Декстеру сделку, вследствие которой оба оставят друг друга в покое; Декстер соглашается, но тайно планирует убить его перед отъездом. С приближением урагана к Майами, Ханна едет в аэропорт ждать Декстера, но за ней следует Элвэй. Между тем, Декстер захватывает Саксона, но понимает, что он больше не испытывает потребности убивать — благодаря его отношениям с Ханной. Вместо того, чтобы убивать Саксона, Декстер вызывает Дебру, чтобы арестовать его. Но Клейтон висит на хвосте у Дебры и мешает процессу. Саксон убивает Клейтона и сбегает, выстрелив в Дебру. |            |                                                                |                 |                                 |                  |                     |
| 96 | 12         | «Помнишь монстров?» «Remember the Monsters?»                   | Стив Шилл       | Скотт Бак и Мэнни Кото          | 22 сентября 2013 | 2,80                |
| Дебру отвозят в больницу, Куинн едет с ней. В аэропорту Декстеру, Ханне и Гаррисону удаётся ускользнуть от Элвэя, но они вынуждены покинуть аэропорт из-за урагана. Ханна и Гаррисон садятся на автобус в аэропорт, но Элвэй ждёт их. Ханна убегает с Гаррисоном. Саксон едет в больницу с намерением убить Дебру, но Декстер замечает его — и его арестовывает Анхель. После операции Дебра страдает от обширного инсульта, её мозг получает повреждения, однако Куинн верит в её выздоровление, в отличие от Декстера. Позже Декстер встречается с Саксоном в его камере, и провоцирует Саксона ударить его. Декстер отвечает на удар и убивает Саксона, воткнув ручку в его сонную артерию, его действия трактуют как самооборону и отпускают. Декстер возвращается в больницу во время эвакуации и убивает Дебру, отключив её от системы жизнеобеспечения. Он выходит в открытое море и бросает её тело в воду. Как только оно пропадает из виду, Декстер направляет лодку в ураган в попытке самоубийства. Через несколько дней в Аргентине Ханна читает о смерти Декстера. Через какое-то время бородатый водитель грузовика заканчивает свой рабочий день. Он садится за стол и оказывается, что это Декстер. |            |                                                                |                 |                                 |                  |                     |